# 루루 마드리드
루루 마드리드(Ruru Madrid, 1997년 12월 4일 ~ )는 필리핀의 배우이다.

## 텔레비전 드라마
- 아킨 파 린 앙 부카스
- 마이 데스티니 (드라마)
- 하프 시스터스
- 엥칸타디아 (2016년 드라마)
- 셜록 주니어
- 함께 행복
- 선물 (필리핀의 드라마)
- 러브 오브 마이 라이프 (드라마)

## 드라마 앤솔로지
- 마이닐라
- 마그파카일란만

## 코미디
- 페피토 마날로토